# باشگاه فوتبال ایرلام
باشگاه فوتبال ایرلام (به انگلیسی: Irlam Football Club) یک باشگاه فوتبال در شهر ایرلام، کشور انگلستان است که در سال ۱۹۶۹ میلادی تأسیس شده‌است.